# 6461 Adam
6461 Adam eller 1993 VB5 är en asteroid i huvudbältet som upptäcktes den 4 november 1993 av den australiensiske astronomen Robert H. McNaught vid Siding Spring-observatoriet. Den är uppkallad efter den brittiske arkitekten Robert Adam.
Asteroiden har en diameter på ungefär 2 kilometer och den tillhör asteroidgruppen Hungaria.